# Smith & Wesson M&P22
Smith & Wesson M&P22 — американский самозарядный пистолет компании Smith & Wesson, использующийся для спортивно-развлекательной стрельбы. 
Относится к пистолетам куркового типа со свободным затвором, в отличие от стандартного пистолета Smith & Wesson M&P с ударником и коротким ходом ствола. Использует для стрельбы патроны типа .22 Long Rifle.
M&P 22 оснащён планкой Пикатинни для установки лазерных целеуказателей, двусторонним флажковым предохранителем, переставной защёлкой магазина. На дульной части ствола есть резьба, на которой стандартно крепится втулка, которую можно заменить на переходник для установки глушителя. Целик — регулируемого типа.